# Arthur Rothrock
Arthur Rothrock (n. 7 ianuarie 1886, Ohio, SUA – d. 28 noiembrie 1938, Ada⁠(d), Ohio, SUA) a fost un trăgător de tir ce a reprezentat Statele Unite ale Americii, medaliat olimpic. A participat la o ediție a Jocurilor Olimpice (1920) în care a câștigat o medalie de aur și o medalie de argint.